# زامارسکی
زامارسکی (به لهستانی:  Zamarski) یک روستا در لهستان است که در گمینا خاژلاخ واقع شده‌است. زامارسکی ۸٫۶۴ کیلومتر مربع مساحت و ۱٬۲۸۶ نفر جمعیت دارد و ۳۸۸ متر بالاتر از سطح دریا واقع شده‌است.